# 西双版纳崖爬藤
西双版纳崖爬藤（学名：Tetrastigma xishuangbannaense）为葡萄科崖爬藤属的植物。分布于中国大陆的云南等地，生长于海拔600米至1,100米的地区，一般生长在沟谷和山坡林中，目前尚未由人工引种栽培。